# Derek Redmond

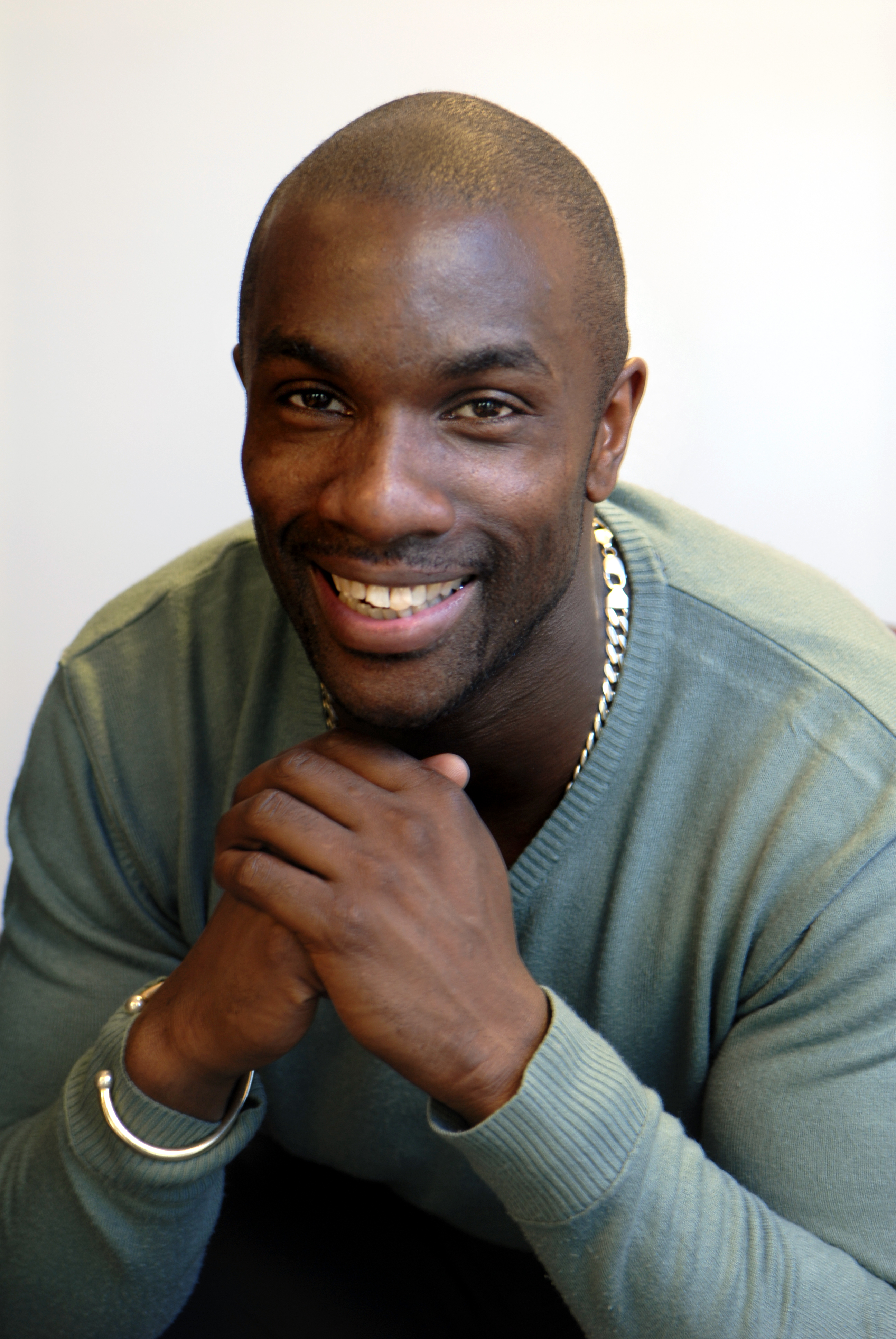
Derek Redmond

Derek Redmond, född 3 september 1965 i Bletchley (London) i England, är en före detta brittisk (engelsk) friidrottare (sprinter).
Redmond ingick i det legendariska brittiska 4x400-meterslaget som besegrade "omöjliga" USA i VM-finalen 1991 i Tokyo i den kanske mest dramatiska mästerskapsfinalen på distansen genom tiderna. Flera av lagmedlemmarna har sedan adlats av den brittiska drottningen, dock ej Redmond. Redmond var en av favoriterna på 400 meter i OS i Barcelona 1992. I kvartsfinalen hade han den bästa tiden men skadades olyckligt mitt under semifinalen. Redmond tvingades därför lämna olympiaden i tårar. Samtidigt med Redmonds skada försvann britternas chanser att på allvar mäta sig med USA på 4x400 meter.

## Meriter
Stafett (4x400 meter)
- VM 1987 Silver 2.58,86 (Redmond, Akabusi, Black och Brown)
- VM 1991 Guld 2.57,53 (Black, Redmond, Regis och Akabusi)

Individuellt
- 5:e plats på 400 meter i VM 1987 och VM 1991

## Personbästa
- 100 meter: 11,28, Gateshead, England, 27 juni 1999
- 400 meter: 44,50, Rom, Italien, 1 september 1987

## Officiell webbportal
- (med video från VM-finalen 1991)